# Eulithis obscura
Eulithis obscura là một loài bướm đêm trong họ Geometridae.